# The Narrows (New York)
The Narrows is een zeestraat tussen de boroughs Staten Island en Brooklyn van de Amerikaanse stad New York. De straat verbindt de Upper en Lower New York Bay en is de hoofdafvoer voor de Hudson naar de Atlantische Oceaan. 
The Narrows is de belangrijkste toegang tot de haven van New York en New Jersey.
The Narrows werd waarschijnlijk aan het einde van de laatste ijstijd gevormd. Voordien voerde de Hudson af via de route van de huidige Raritan.
De eerste Europeaan die The Narrows bezocht was Giovanni da Verrazzano die voor anker ging in The Narrows en begroet werd door de plaatselijke Lenape-indianen.
In augustus 1776 voerden de Britse troepen onder William Howe een amfibische landing uit via The Narrows naar Brooklyn waarna ze de Amerikaanse troepen versloegen in de slag bij Long Island.
In 1964 werd de Verrazano-Narrows Bridge gebouwd over The Narrows. De brug was op dat moment de langste hangbrug ter wereld en is nog steeds de langste hangbrug in de Verenigde Staten. Door de naamgeving van de brug wordt The Narrows abusievelijk ook wel Verrazano Narrows genoemd. Bij de toegang tot The Narrows vanaf zee staat de Obelisk van Dover Patrol in Brooklyn.